# Носов, Николай Фёдорович
Николай Фёдорович Носов (28 декабря 1933 — 11 ноября 2004, Чита) — советский хозяйственный, государственный и политический деятель.

## Биография
Родился в Подгорном в 1933 году. Член КПСС.
С 1955 года — на хозяйственной, общественной и политической работе. В 1955-1991 гг. — старший зоотехник Читинской государственной заводской конюшни, старший зоотехник-инспектором Читинского государственного управления сельским хозяйством, начальник инспекции по племенному делу, заместитель директора по науке Читинской государственной сельхозстанции, участвовал в выведении забайкальской тонкорунной породы овец, автор научных публикаций на эту тему, на партийной работе, секретарь Карымского, Калганского, Борзинского райкомов КПСС, 1-й секретарь Агинского окружкома КПСС, 2-й секретарь Читинского обкома КПСС, председатель областной плановой комиссии, секретарь исполкома, затем заместитель председателя Читинского облисполкома.
Избирался депутатом Верховного Совета РСФСР 9-го, 10-го созывов.
Умер в Чите в 2004 году.